# Patrick Etoga
Patrick Atchom Etoga (* 28. September 1993 in Yaoundé, Kamerun) ist ein kamerunischer Fußballspieler.

## Karriere
Etoga kam von der Jugendmannschaft des kamerunischen Klubs ISFC Douala zum Aufsteiger Fethiyespor und unterschrieb für drei Jahre.
Sein Debüt in der zweiten türkischen Liga gab er am 1. September 2013 gegen Samsunspor, als er in der Startelf stand und 90 Minuten durchspielte.
Nachdem der Verein zum Sommer 2015 den Klassenerhalt verfehlt hatte, wechselte Atoga zum türkischen Amateurverein Muğlaspor.